# Al-Bahr al-Ahmar
Al-Bahr al-Ahmar (arabisk: البحر الأحمر) er et guvernement i den sydøstlige del af Egypten, mellem Nilen og det Røde Hav. Dets arabiske navn betyder Rødehavet. Regionen har en international grænse til Sudan mod syd. Hovedstaden er byen Hurghada.

## Eksterne kilder og henvisninger
- Wikimedia Commons har flere filer relateret til Al-Bahr al-Ahmar

27°13′N 33°20′Ø / 27.217°N 33.333°Ø